# 布勒担孢酵母属
布勒担孢酵母属（学名：Bulleromyces）是银耳科下的一个属。

## 下属物种
本属包括以下物种：
- 白布勒担孢酵母 Bulleromyces albus Boekhout & Á.Fonseca